# Lijnbaansgracht 287
Lijnbaansgracht 287 is een gebouw in Amsterdam-Centrum.

## Ligging
Het is gelegen aan de Lijnbaansgracht 287, Spiegelgracht 31 en Tweede Weteringdwarsstraat (geen huisnummer), die hier in een taartpunt samenkomen. Officieus draagt die punt de naam Spiegelpleintje, doch die naam werd later voor een ander deel van de Lijnbaansgracht gebruikt. Er stond hier eerst een pakhuis. Plaatselijk staat het bekend als De Nooteboome Uytkijk, de naam van het oorspronkelijk pakhuis dat is overgaan tot het hofje en weer later tot het rijksmonument (sinds 1970, een vermoedelijke datum van administratie). Het belendende Lijnbaansgracht 288 is eveneens een rijksmonument.

## Geschiedenis
De vroegste geschiedenis, die onderzocht is, leidde tot de koop van de grond alhier. Twee timmermannen kochten de grond van twee kavels voor 250 en 263 gulden tussen 1670 en 1680. Teruggevonden is eveneens dat een andere eigenaar deze twee kavels weer verkocht in 1695 onder de noemer van "Twee erven gelegen op de Baangragt bewesten de Weterinstraet int. Park C belent no. 21 aan d’Oostsijde met een gemeene schutting en de Spiegelgragt, aan de Westzijde strekkende voort van de Baangragt tot aan de tweede Weterindwarsstraat". De koper verkocht het terrein in 1722 door aan Jan van Mekeren en zijn zoon Fikko van Mekeren. Zij bouwden hier in 1724 een pakhuis, waarin zij hun timmermans- en schrijnwerkerbedrijf konden onderbrengen. Het gebouw werd via erfenissen binnen de familie gehouden. In 1774 werd in het testament van de toenmalige eigenaar Jan van Mekeren en zijn tweede vrouw Johannes Margaretha van Okhuysen opgenomen dat na de dood van de langstlevende het pand ingericht ging worden voor de opvang van ouden van dagen. Het echtpaar zelf woonde namelijk aan de Nieuwe Herengracht 99. Zij hadden al eerder een soortgelijk hofje ingericht genaamd De Eendracht. Jan van Mekeren stierf in 1791 en men vermoedt dat het gebouw daarna pas is omgebouwd, anderen gaan ervan uit dat dat al in 1778 heeft plaatsgevonden. Niet iedereen mocht er wonen; het zou gaan om leden van de Nederduitse gereformeerde gemeente en in de eerste plaats leden uit de families Van Mekeren, Okhuysen en van Liesvelt (de eerste vrouw van Jan). Indien er ruimte was mochten secundair andere inwoners van Amsterdam gebruik maken van de ruimtes. Aan de bewoners werden brandstoffen (turf), levensmiddelen en enige contanten verstrekt. Onderverhuur was strikt verboden op straffe van verval van het eigen gebruik van de woning. De administrateurs, die over de bewoning gingen en controleerden op naleving, kwamen ook weer uit genoemde families of aangetrouwde families. Jan van Mekeren overleefde daarbij tal van toekomstige administrateurs dus moest de lijst steeds aangepast worden. Ook de voorschriften werden steeds aangepast. Het ging in eerste instantie om het schoonhouden, later werd bepaald dat er geen gekijf (burenruzie) en/of dronkenschap in en om het gebouw mochten plaatsvinden. 

## Uiterlijk
Het monumentenregister omschreef het gebouw in 2017 als volgt: Hofje DeNotenboomenuitkijk, gesticht in 1778, betreft een gepleisterd gebouw (vermoedelijk 18e-eeuws) met een schilddak. In de voorgevel is een aantal gekoppelde vensters en deurpartij in omlijsting te zien, in de achtergevel een vrij goede roedenverdeling. Om het gebouw heen zijn stoeppalen geplaatst. 
Het gebouw heeft aan de Lijnbaansgracht een strak uiterlijk. De grijs geschilderde onderlaag gaat over in een wit/beige-achtige gevel waarin twee raamgangen van elk drie ramen met daartussen de toegangsdeur, een venster en een rond raam. Alle ramen (behalve het ronde) zijn daarbij strikt regelmatig onderverdeeld in segmenten (de roedenverdeling). Voor de dubbele toegangsdeur (waar boven de naam zichtbaar is) is een klein natuurstenen bordes met trap geplaatst. De deur is omlijst, boven de lijst bevindt zich een venster ingeklemd tussen pilasters, die ook weer uitmonden in een lijst. Boven deze gang is een dakkapel met hijsbalk geplaatst. Onder het gehele gebouw bevindt zich een souterrain. De zeer smalle gevel aan de Spiegelgracht kent één toegangsdeur (ook met bordes en trapje) met daarboven een snijraam. Naast de deur een vier-bij-vier gesegmenteerd raam. Daarboven tot aan de daklijst is alleen nog een klok te zien, die we als we de gevelsteen moeten geloven uit 1974 stamt. Dit alles is een terugrestauratie, want in 1964 is hier alleen een toegangsdeur naar het souterrain te zien. De straatzijde van de Tweede Weteringdwarsstraat heeft alleen onregelmatig geplaatste vensters, waarvan één achthoekig. In het dak zijn hier twee dakkapellen zichtbaar. In die gevel is een gevelsteen te zien met een stoel, verwijzend naar het oorspronkelijke gebruik.

## Divers
- Op de plattegrond van Gerrit de Broen daterend van omstreek 1737 is het gebouw in haar huidige vorm al te zien
- Op een foto van 1933 staat nog boven de toegangsdeur aan de Lijnbaansgracht: Geen toegang voor publiek
- In 1974 werd het gerenoveerd/gerestaureerd, waarbij het omgebouwd werd tot particuliere woningen en een winkelruimte
- Betsy Westendorp-Osieck heeft het gebouw geschilderd in 1948.[1]

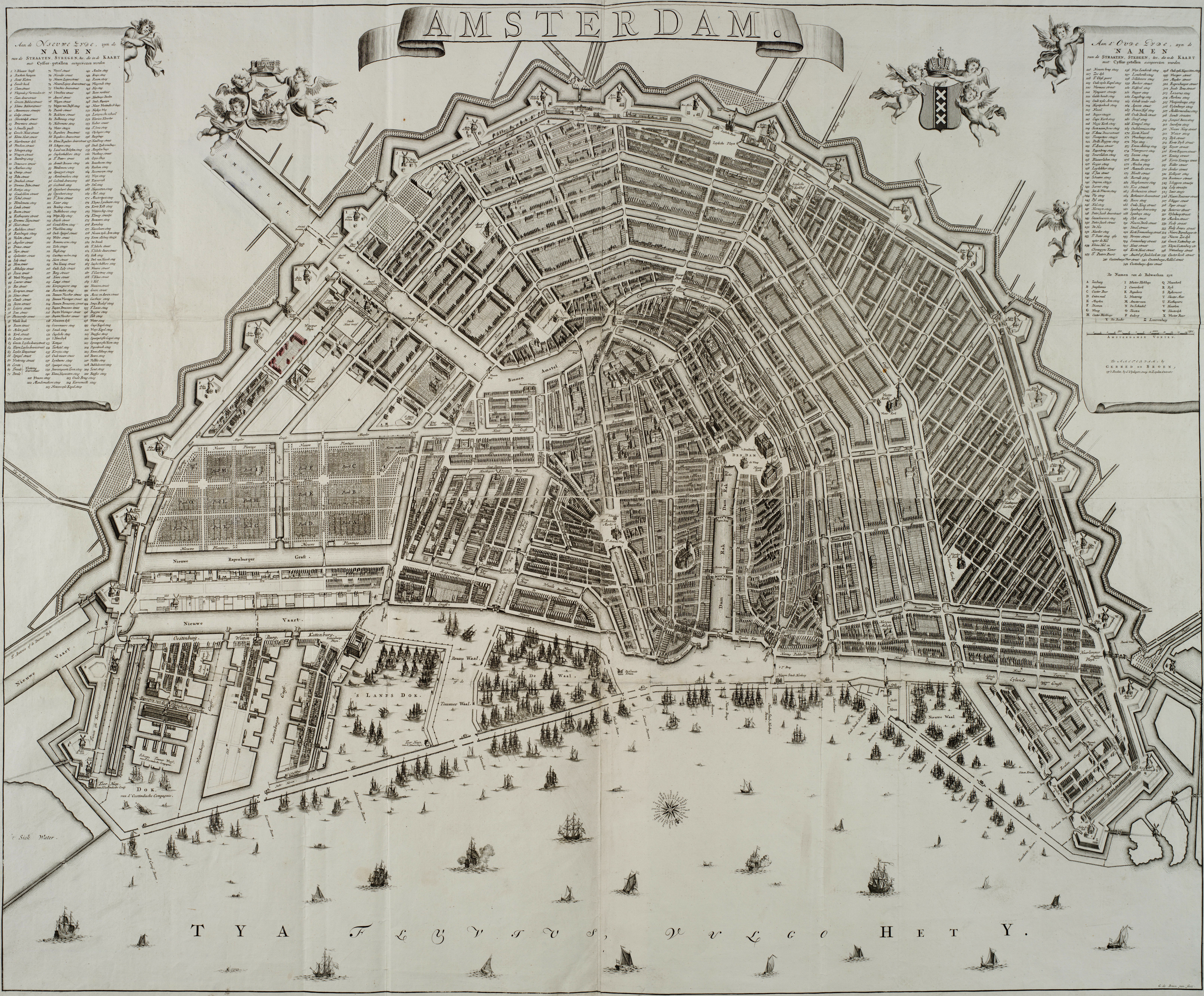
Kaart van Gerrit de Broen waarop het gebouw staat ingetekend
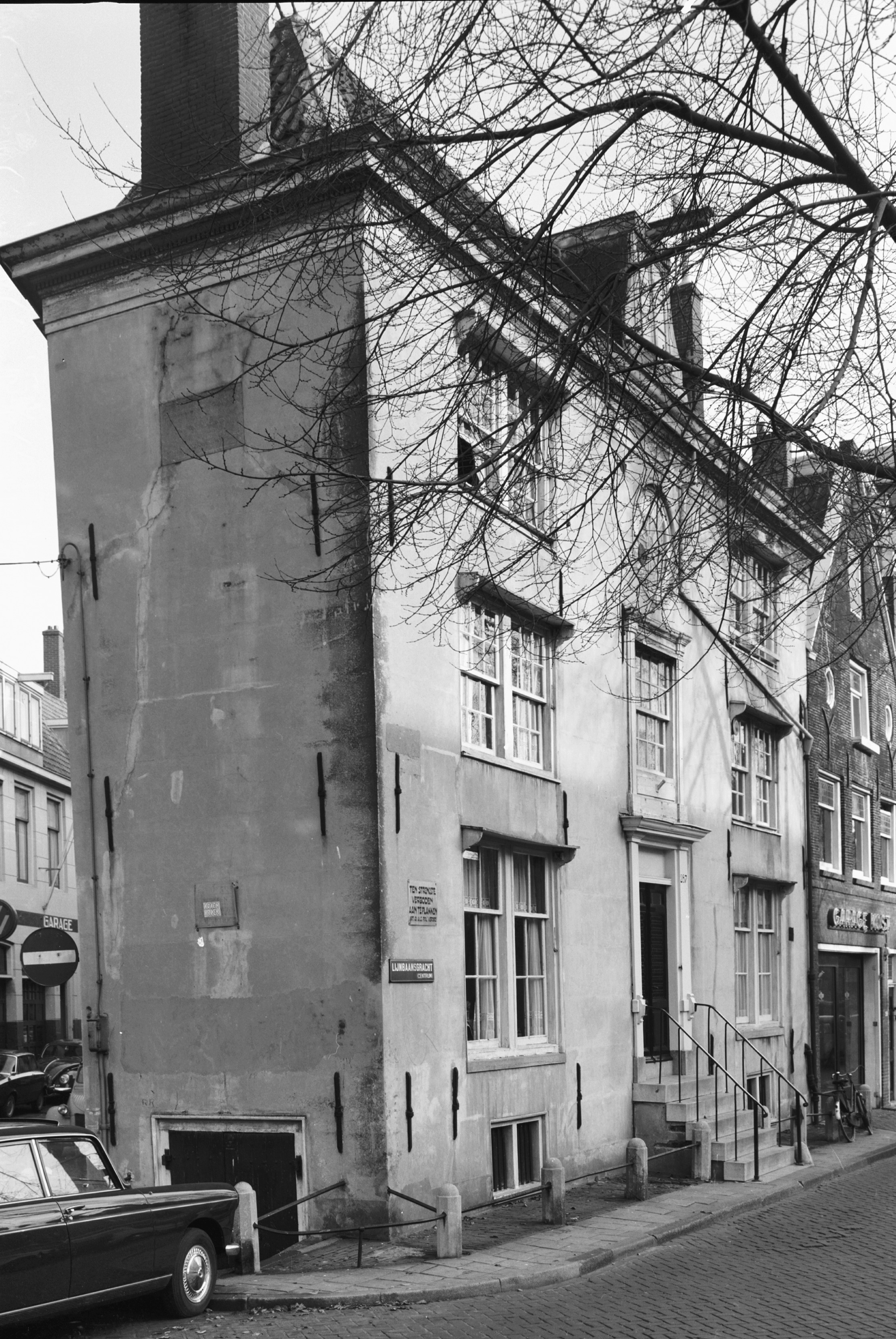
Zicht op het deeltje Lijnbaansgracht in 1964